# 2022年冬季残疾人奥林匹克运动会日本代表团
2022年冬季残疾人奥林匹克运动会日本代表团是日本派出的2022年冬季残疾人奥林匹克运动会代表团。获得4枚金牌、1枚银牌和2枚铜牌。